# Абдур Рахман Фарес
Абду́р Рахма́н Фа́рес (араб. عبدالرحمن فارس) (30 січня 1911-13 травня 1991) — голова Виконавчого комітету Алжиру з 3 липня 1962 до 20 вересня 1962.

## Біографія
Фарес був юристом за фахом. Після Другої світової війни, його було обрано до муніципальної та головної рад Алжиру.
Згодом Фареса було призначено головою Генеральної адміністративної комісії Алжиру.